# Ophioscolex tripapillatus
Ophioscolex tripapillatus är en ormstjärneart som beskrevs av Sabine Stöhr och Segonzac 2005.
Ophioscolex tripapillatus ingår i släktet Ophioscolex och familjen skinnormstjärnor. Inga underarter finns listade i Catalogue of Life.